# Papiano
Papiano è una frazione del comune di Marsciano (PG).
Il paese si trova a 210 m s.l.m., a 8 km dal capoluogo. È popolato da 310 persone, questo dato è in calo rispetto al censimento del 2001. Il paese è diviso in tre parti: la più antica si trova in collina e viene chiamata Sudentro, mentre ai piedi di questa resta il Borgo, dove si trovano abitazioni più moderne ed i principali servizi. Da questa zona scorre verso il Tevere il fosso di Papiano. Più isolata, a valle, si trova Papiano Stazione, un gruppo di abitazioni sviluppatesi attorno alla stazione della Ferrovia Centrale Umbra e a ridosso della statale che scorre in pianura verso Marsciano.

## Storia
Secondo Felice Ciatti (storico del XVII secolo), il nome potrebbe derivare dai Papii, un cognomen degli Emilii, oppure ai Papinii, entrambe casate di epoca romana.
Nel diploma imperiale di Corrado II, del 1027, il paese viene nominato in riferimento alla chiesa di San Silvestro, che ricadeva nella sua pertinenza.
La fortificazione del borgo risale al 1277 quando, secondo lo storico perugino Pompeo Pellini (XVI secolo), fra Bevignate fu mandato dal Podestà perugino per dirimere la diatriba su dove dovesse essere costruito il nuovo castello.
Subì parecchi saccheggi: nel 1311 ad opera delle truppe imperiali e nel 1385 da parte del condottiero inglese Beltetto di Taddeo (Giovanni Beltoft); invece, nel 1416, fu occupato da Braccio da Montone.
Nel 1428 venne assegnato al contado della perugina Porta di San Pietro.
Di Papiano era il tipografo medievale Francesco Cartolari, vissuto nel XVI secolo, ed il condottiero Simone da Papiano, che combatté anche nella battaglia di Lepanto (1571).
Fu annesso al Cantone di Marsciano durante l'esperienza della Repubblica Napoleonica e, con l'Unità d'Italia del 1860, rimase sotto la sua giurisdizione.

## Società
Abitanti censiti

## Economia e manifestazioni
IL borgo fa parte dell'"associazione borghi autentici d'Italia", e vi si 
svolge la Sagra del mirtillo, a fine agosto. Durante il fine settimana del 19 marzo, in occasione della festa di S. Giuseppe, si svolgono lanci di piccole mongolfiere.
Nell’ultimo fine settimana di Settembre vi si svolge “From Papiano With Rock”, una festa organizzata da un gruppo di ragazzi del paese.

## Monumenti e luoghi d'interesse
- Chiesa parrocchiale di San Michele Arcangelo (XII secolo).
- Chiesa di S. Maria (XV secolo), purtroppo ora diroccata.
- Monastero di San Pietro (XVII secolo), di cui rimangono solo alcuni scantinati con affreschi sulle pareti.
- Il vecchio Campanile, adibito nel 1823 a torre campanaria ma nato originariamente come torre di guardia.

- Nel borgo “Sudentro” erano situate delle torri di guardia che fungevano da confine di esso stesso. Ora sono diroccate, ma vi sono rimaste alcune piccole parti.

## Sport

### Associazioni sportive
- A.C.D. Papiano